# Dolenje Jesenice
Dolenje Jesenice je naselje u slovenskoj Općini Šentrupertu. Dolenje Jesenice se nalazi u pokrajini Dolenjskoj i statističkoj regiji Jugoistočnoj Sloveniji. 

## Stanovništvo
Prema popisu stanovništva iz 2002. godine naselje je imalo 61 stanovnika.